# Forte Possanghi
Il Forte Possanghi  (o Pozzanghi oppure anche Pozzenghi) è un edificio militare difensivo che si trova sulle Alpi Liguri, in provincia di Imperia.

## Storia

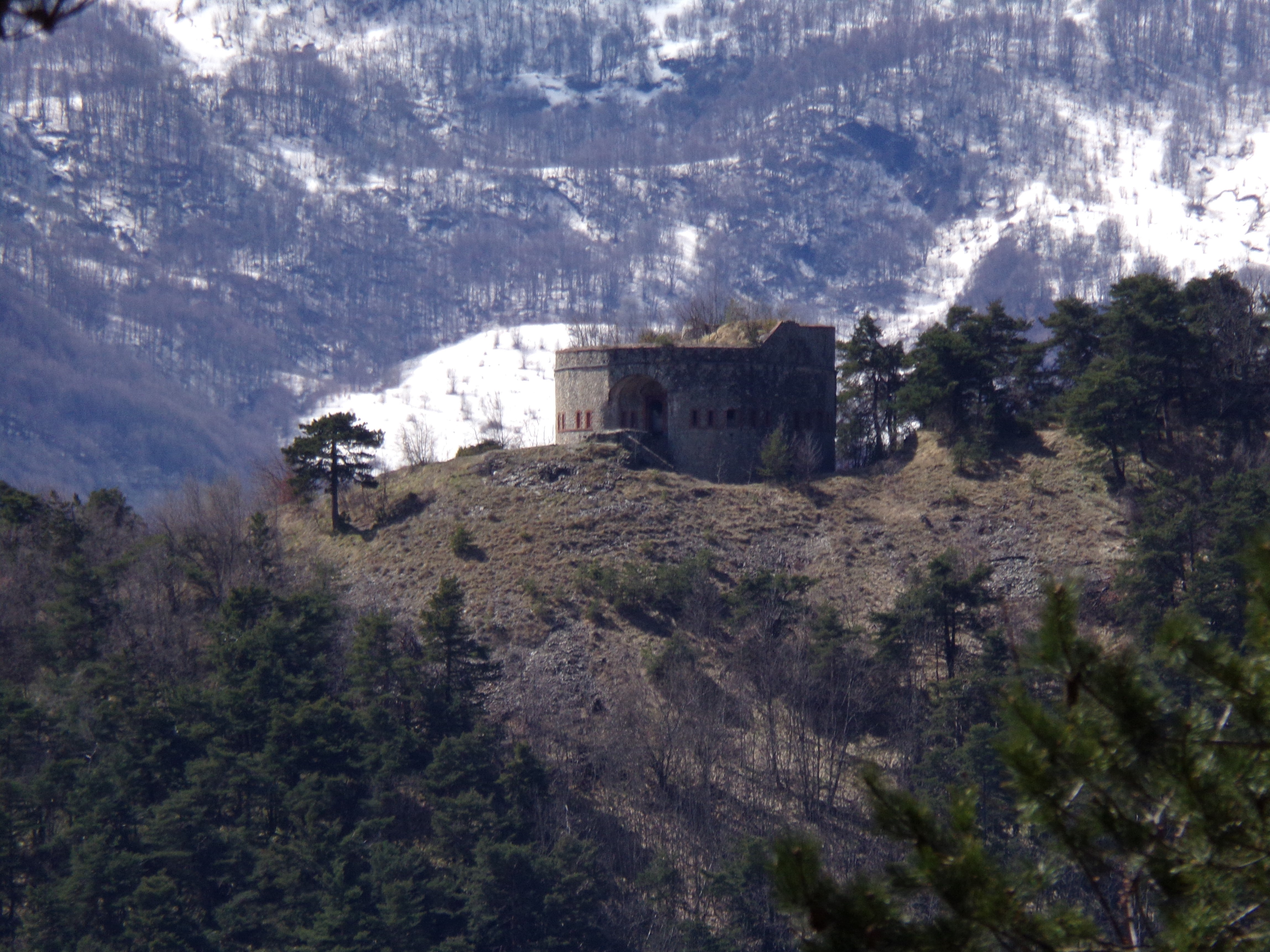
Vista dalla Colla San Bernardo

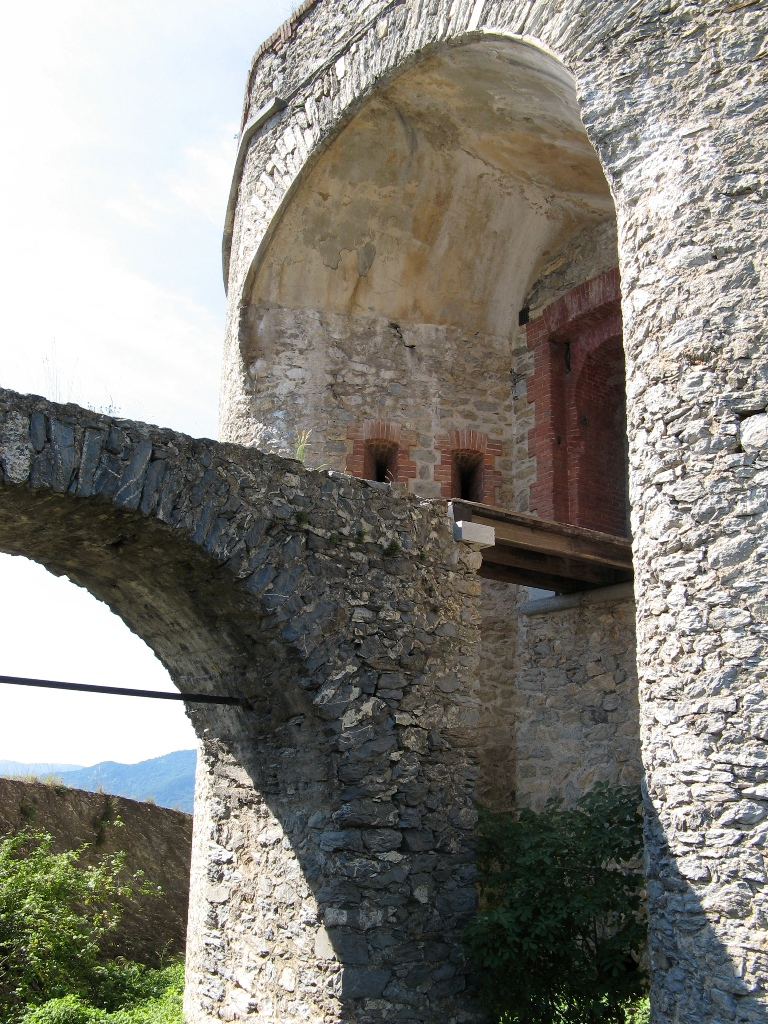
Il ponte levatoio che dà accesso al forte

La costruzione del forte, assieme a quella degli altri edifici che costituiscono lo Sbarramento di Nava, fu realizzata tra il 1880 e il 1888. La funzione del complesso fortificato era di controllare l'omonimo valico, uno dei più importanti punti di transito tra il Piemonte e il Ponente ligure. Il Forte Pozzanghi era in particolare destinato a ostacolare e prevenire un possibile aggiramento da ovest del colle, e a integrare la capacità difensiva delle fortificazioni che si trovano nei pressi del punto di valico con le sue artiglierie, collocate in una posizione topograficamente dominante. Era equipaggiato con cannoni e mortai e disponeva di un raggio di azione molto ampio. Nel 1915 fu disarmato, e venne poi usato sporadicamente come ricovero per truppe di stanza o di passaggio nei pressi del colle. Oggi l'edificio non è più utilizzato. Per quanto piuttosto ben conservato versa in stato di abbandono; il suo interno risulta accessibile, seppure con la dovuta cautela. Un fortino costruttivamente molto simile e destinato ad una funzione analoga, chiamato Forte Richermo, si trova su un rilevo posto ad est del colle.

## Descrizione del forte

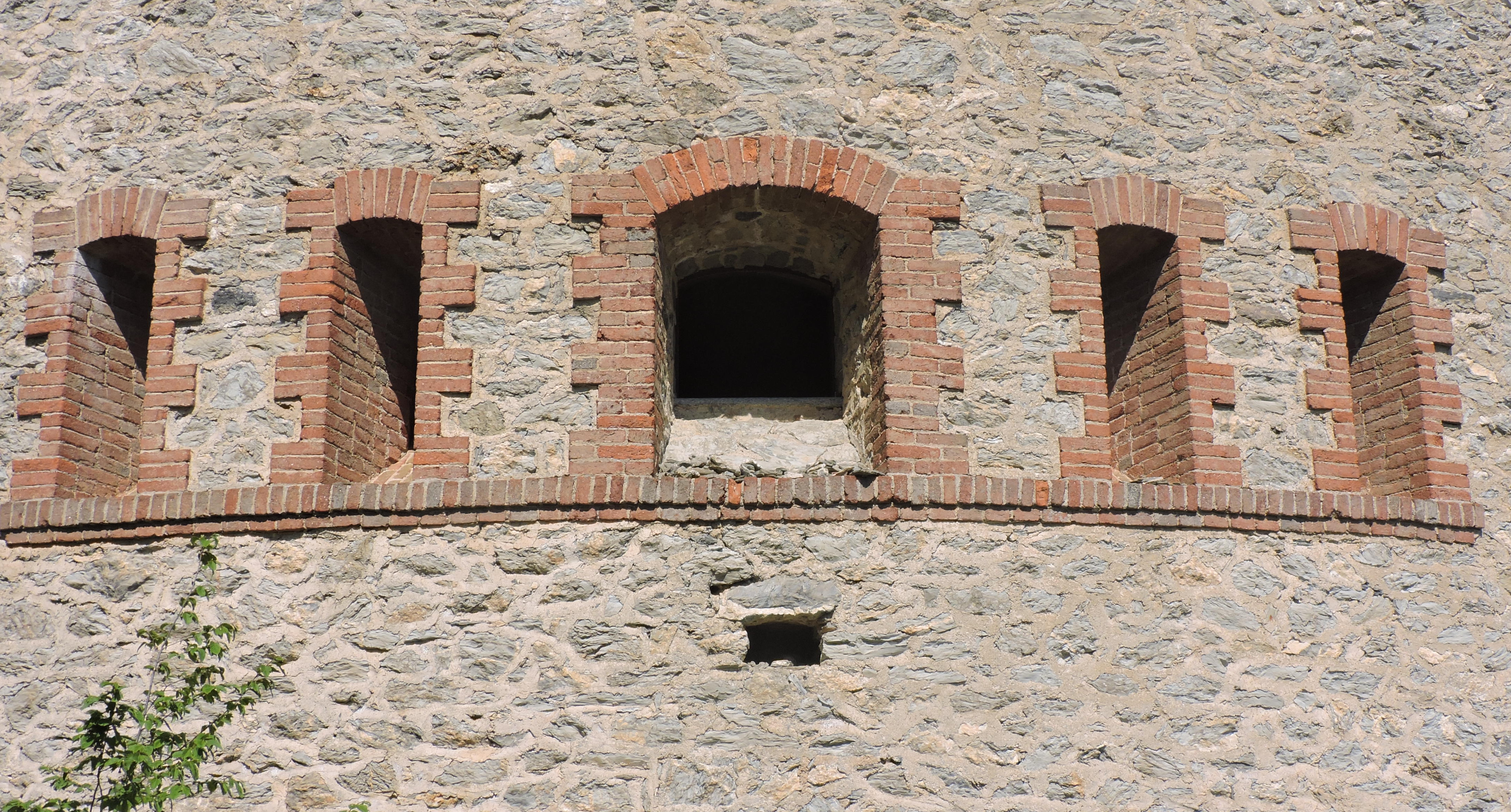
Dettaglio delle finestrature

Il forte è collocato  a nord-ovest del Colle di Nava sullo spartiacque padano/ligure, a 1135 m s.l.m., non lontano dalla cima del Poggio Possanghi (1175 m s.l.m.). Si trova all'interno del territorio comunale  di Pornassio, in provincia di Imperia. L'edificio fortificato è a pianta circolare e di forma cilindrica. Circondato da un profondo fossato perimetrale, vi si accede tramite in ponte levatoio. Le artiglierie del forte erano alloggiate in casamatta. La pareti dispongono di varie feritoie per la difesa ravvicinata. Al piano inferiore dell'edificio fu ricavata una ampia cisterna alimentata dall'acqua piovana. La sua presenza risultava di particolare importanza data l'ubicazione del forte, nei pressi  di una sommità montana e quindi sostanzialmente privo di altre possibilità di approvvigionamento idrico. Un locale, pavimentato in cotto e dotato di caminetto, serviva da alloggio per il comandante della struttura. 

## Accesso
Il forte è raggiungibile a piedi percorrendo una ripida mulattiera che lo collega con il sottostante Colle di Nava. oppure, con un comodo percorso pedonale, dalla provinciale che collega San Bernardo di Mendatica con Nava.